# I pionieri del West
I pionieri del West (Cimarron) è un film del 1931 diretto da Wesley Ruggles e interpretato da Richard Dix, Irene Dunne e Estelle Taylor, basato sul romanzo Cimarron scritto da Edna Ferber nel 1929.
Ricevette sette candidature ai premi Oscar ottenendo quelli per il miglior film, migliore sceneggiatura non originale e migliore scenografia.

## Trama
Il film segue la storia della famiglia Cravat negli Stati Uniti tra il 1880 e il 1912, dalla conquista di un appezzamento durante la grande Corsa alla terra dell'Oklahoma alla decisione di aprire un giornale che negli anni, grazie all'abilità di Sabra Cravat, diventerà una delle più importanti testate giornalistiche dello stato, mentre il marito Yancey, avventuriero inquieto, andrà in giro per il Paese tornando di tanto in tanto dalla famiglia.

## Produzione
La RKO acquistò i diritti del romanzo per 125.000 dollari, la cifra più alta mai pagata da uno studio cinematografico per portare un'opera letteraria sullo schermo.
Le riprese furono effettuate in California dal 27 agosto al 22 novembre 1930. Oltre che nel ranch cinematografico della RKO a Encino, il film fu girato a Venice e Inglewood, mentre l'epica sequenza della corsa alla terra fu girata nel Jasmin Quinn Ranch vicino a Bakersfield con la presenza di circa 5.000 comparse. Per la sequenza, che richiese una settimana di lavoro e 47 cineprese, venne utilizzata una troupe composta da 61 operatori tra cui 28 cameramen e 27 assistenti, una delle più numerose mai riunite per una scena.
Con un budget stimato di 1,43 milioni di dollari, I pionieri del West fu uno dei film più costosi mai realizzati fino ad allora.

## Colonna sonora
Il tema del film è stato pubblicato nella raccolta Max Steiner: The RKO Years, 1929-1936, distribuita nel 2002 in edizione limitata dai Brigham Young University Film Music Archives.

## Distribuzione
Il film fu proiettato in anteprima il 26 gennaio 1931 al Globe Theater di New York e fu distribuito nelle sale a partire dal 9 febbraio.

### Data di uscita
- 9 febbraio 1931 negli Stati Uniti (Cimarron)
- 17 marzo in Argentina (Cimarrón)
- 24 aprile in Irlanda (Cimarron)
- 19 giugno in Australia (Cimarron)
- 26 giugno in Francia (La Ruée vers l'Ouest)
- 24 agosto in Svezia (Vilda västerns betvingare)
- 11 febbraio 1932 in Spagna (Cimarrón)
- 28 maggio 1933 in Finlandia (Cimarron)
- 6 giugno in Danimarca (Cimarron)

### Edizioni home video
Il film è stato distribuito in DVD dalla Warner Home Video nel gennaio 2006, con il corto musicale The Devil's Cabaret e il cartone animato Red-Headed Baby come extra.

## Accoglienza

### Incassi
Il film fu un grande successo al box office ma a fronte degli elevati costi di produzione, alla sua uscita riportò comunque una perdita di 565.000 dollari, parte dei quali vennero recuperati nella riedizione del 1935.

### Critica
Il sito Rotten Tomatoes riporta il 52% di recensioni professionali con giudizio positivo e il seguente consenso critico: «I pionieri del West è supportato da una notevole interpretazione di Irene Dunne, ma è discontinuo praticamente sotto ogni altro aspetto e pieno di stereotipi potenzialmente offensivi». Il sito Metacritic assegna al film un punteggio di 70 su 100 basato su 6 recensioni, indicando un consenso "generalmente favorevole".
Sul New York Times il critico Mordaunt Hall lo definì «una trasposizione vivida e avvincente» del romanzo di Edna Ferber mentre Irene Thirer del Daily News lo giudicò «magnifico nella portata, potente nel trattamento, ammirevole nella recitazione». La rivista Variety parlò di «un western spettacolare» e «un vanto per la Radio Pictures». A proposito del regista la recensione riportò che «Wesley Ruggles ha chiaramente il pieno merito di questa splendida e imponente produzione. La sua regia non perde nulla nelle scene elaborate, così come nel consueto processo cinematografico».

## Riconoscimenti
- 1931 – Premio Oscar

Miglior film alla RKO Radio Pictures
Migliore sceneggiatura non originale a Howard Estabrook
Migliore scenografia a Max Rée
Candidatura per il miglior regista a Wesley Ruggles
Candidatura per il miglior attore a Richard Dix
Candidatura per la migliore attrice a Irene Dunne
Candidatura per la migliore fotografia a Edward Cronjager
- 1931 – National Board of Review of Motion Pictures Awards

Top Ten Films
- 1932 – Photoplay Awards

Medaglia d'onore a Louis Sarecky

## Remake
Nel 1960 il regista Anthony Mann diresse il remake Cimarron, intrepretato da Glenn Ford, Maria Schell e Anne Baxter.